# Embarcados a Europa
Embarcados a Europa fue una serie de televisión dramática comíca argentina emitida por la TV Pública y basada en la serie web Embarcados (2010) creada por Santiago de Bianchetti y Leo Zanutto. La serie gira en torno a Franceso y su familia, a la cual busca unir llevándolos a un viaje hacia Italia en un crucero. Estuvo protagonizada por Emilio Disi, Carlos Defeo, Nazareno Casero, Juan Isola, Gonzalo Urtizberea, María Inés Aldaburu, Chachi Telesco y Celina Rucci. Fue estrenada el 12 de marzo de 2014 y finalizó el 9 de junio del mismo año con un total de 13 episodios.

## Sinopsis
La serie narra la historia de Francesco Canducci (Emilio Disi), un inmigrante italiano que se hizo famoso por inventar un helado que no se derrite rápidamente. A partir de ello, las heladerías Don Francesco tuvieron éxito inmediato y posee sucursales en toda la Argentina, sin embargo, un día Franceso tiene un ataque al corazón y el médico que lo atiende informa a la familia que le queda poco tiempo de vida. Es así, que Francesco quiere cumplir con un último sueño que es el de volver a Italia en barco con toda su familia para reencontrarse con sus orígenes, pero el problema son sus hijos, quienes no se llevan muy bien por ser de diferentes madres y cada uno de ellos tiene distintas ambiciones, ya que Dante (Carlos Defeo) sólo quiere la fórmula secreta del helado, Rómulo (Nazareno Casero) quiere la fortuna y Remo (Juan Isola) le interesa la familia.

## Elenco

### Principal
- Emilio Disi como Francesco Canducci, dueño de la heladaría y franquicia Don Francesco.
- Carlos Defeo como Dante Canducci, hijo mayor de Franceso y de su primera mujer.
- Nazareno Casero como Rómulo Canducci, segundo hijo de Francesco y su segunda mujer.
- Juan Isola como Remo Canducci, hermano mellizo de Rómulo, segundo hijo de Francesco y su segunda mujer.
- Gonzalo Urtizberea como Franco Canducci, hijo bastardo de Franceso.
- María Inés Aldaburu como Bruna Canducci, hermana de Franceso.
- Chachi Telesco como Sofía Canducci, nieta de Francesco e hija de Dante y Mika.
- Celina Rucci como Mika, esposa de Dante y madre de Sofía.

### Recurrente
- Mónica Fleiderman como Luz, pasajera del barco.
- Daniel Campomenosi como Mariano, psiquiatra de Mika.
- Ricardo Díaz Mourelle como Esteban Maidana, médico de Franceso.
- Juan Arena como Giuseppe Canducci, sobrino de Franceso.

### Invitados
- Gonzalo Gamallo como Puchi, amigo de Rómulo y Remo.
- Rodrigo Gosende como Lucas, novio de Sofía.
- Pablo Quiñones como Beto, amigo de Rómulo y Remo.
- Diego Romero como Médico, doctor que tiene un amorío con Sofía.
- Carolina Setton como Laura, mucama de Bruna.
- Leonardo Kreimer como Tony Canducci, papá de Giuseppe.
- Simonetta Zara como Lorenza, mamá de Giuseppe.
- Morgana Marchesi como Rafaela, prima de Giuseppe.
- Carlos Tafilioni como Marco, amigo de la familia Canducci.

## Episodios
| N.º | Título                       | Dirigido por           | Escrito por                                            | Fecha de emisión original | Audiencia (millones) |
| --- | ---------------------------- | ---------------------- | ------------------------------------------------------ | ------------------------- | -------------------- |
| 1   | «Piloto»                     | Santiago de Bianchetti | Santiago de Bianchetti, Agustina Gatto y Joaquín Bonet | 12 de marzo de 2014       | 1.6                  |
| 2   | «La vuelta a los orígenes»   | Santiago de Bianchetti | Santiago de Bianchetti, Agustina Gatto y Joaquín Bonet | 19 de marzo de 2014       | 0.6                  |
| 3   | «La furia de Dante»          | Santiago de Bianchetti | Santiago de Bianchetti, Agustina Gatto y Joaquín Bonet | 26 de marzo de 2014       | —                    |
| 4   | «La familia unida»           | Santiago de Bianchetti | Santiago de Bianchetti, Agustina Gatto y Joaquín Bonet | 2 de abril de 2014        | —                    |
| 5   | «La semilla perdida»         | Santiago de Bianchetti | Santiago de Bianchetti, Agustina Gatto y Joaquín Bonet | 9 de abril de 2014        | —                    |
| 6   | «Los experimentos de Franco» | Santiago de Bianchetti | Santiago de Bianchetti, Agustina Gatto y Joaquín Bonet | 16 de abril de 2014       | 0.9                  |
| 7   | «Buscando en el más allá»    | Santiago de Bianchetti | Santiago de Bianchetti, Agustina Gatto y Joaquín Bonet | 23 de abril de 2014       | 0.7                  |
| 8   | «El saber tan preciado»      | Santiago de Bianchetti | Santiago de Bianchetti, Agustina Gatto y Joaquín Bonet | 30 de abril de 2014       | —                    |
| 9   | «Cueste lo que cueste»       | Santiago de Bianchetti | Santiago de Bianchetti, Agustina Gatto y Joaquín Bonet | 7 de mayo de 2014         | —                    |
| 10  | «El rescate»                 | Santiago de Bianchetti | Santiago de Bianchetti, Agustina Gatto y Joaquín Bonet | 14 de mayo de 2014        | 1.2                  |
| 11  | «La fiesta inolvidable»      | Santiago de Bianchetti | Santiago de Bianchetti, Agustina Gatto y Joaquín Bonet | 21 de mayo de 2014        | 0.8                  |
| 12  | «El destino de los Canducci» | Santiago de Bianchetti | Santiago de Bianchetti, Agustina Gatto y Joaquín Bonet | 28 de mayo de 2014        | —                    |
| 13  | «Arrivederci Roma»           | Santiago de Bianchetti | Santiago de Bianchetti, Agustina Gatto y Joaquín Bonet | 9 de junio de 2014        | —                    |

## Recepción

### Comentarios de la crítica
El diario Clarín comentó que la serie «más allá de algunos baches en la dinámica de la narración, básicamente porque no todos los personajes son igual de atractivos, se trata de una comedia ligera y no demasiado pretenciosa, lo que tampoco está mal».